# Evangelický kostel (Východná)
Evangelický kostel ve Východné byl projektován a realizován v první polovině 20. století, konkrétně v letech 1926 - 1927. Jeho autorem je přední představitel slovenské architektury 20. století, pravděpodobně nejproduktivnější slovenský architekt, Milan Michal Harminc (1869 - 1964).

## Historie
Kořeny kostela sahají ke konci 16. století, kdy vznikl sbor a v časech protireformace zanikl, ale evangelíci chodili do artikulárního kostela v Hybech. Po tolerančním patentu se sbor obnovil jako Filia Hýb a osamostatnil se v roce 1799.

## Architektura
V architektuře sakrálních staveb dvacátých let se stabilizovaly formy, které jen málo modifikovaly historicky ustálené řešení. M. M. Harminc s oblibou používal tyto stabilizované schémata a vytvořil množství úspěšně přijímaných a standardně kvalitních sakrálních staveb.
Architekt vyhověl žádosti sboru a vytvořil návrh, který novogotickému romanticky chápanému interiéru přiřadil exteriér se štíty náznakově příčné lodi, která patřila k obvyklému prostorovému řešení. Romantické vyznění dosáhl prvky moderny - tvary kružeb lomených oken a jednoduchou jehlancovou formou věže. Nízko umístěná okna dobře prosvětlovaly vnitřní prostor, který tak dostal přívětivější podobu. Sloupy nesou obíhající zděnou emporu a vysoké žebrové klenby.
Kostel je pozoruhodnou symbiózou romantismu a moderny.

## Oltář
Je novogotického obrysu s křídly bez výzdoby a má vsazený obraz ukřižovaného Ježíše od Karla Prúnyiho.